# Coppa del Re 2004-2005
La Copa del Rey 2004-2005 fu la 101ª edizione della competizione.
Iniziò il 1º settembre 2004 e finì il 1º giugno 2005, con la finale allo Stadio Vicente Calderón, dove il Betis vinse 2-1 contro l'Osasuna, alzando per la prima volta la coppa dal 1977.

## Fase preliminare
Le partite furono giocate dal 31 agosto al 9 settembre 2004.
| Squadra 1            | Totale | Squadra 2          | Andata | Ritorno |
| -------------------- | ------ | ------------------ | ------ | ------- |
| CD Móstoles          | 3 - 4  | Vecindario         | 1 - 2  | 2 - 2   |
| Santa Eulalia        | 2 - 6  | Lanzarote          | 1 - 4  | 1 - 2   |
| Cerceda              | 5 - 1  | Castillo           | 3 - 1  | 2 - 0   |
| Ourense              | 2 - 0  | Pájara Playas      | 1 - 0  | 1 - 0   |
| Noja                 | 2 - 3  | Logroñés CF        | 2 - 3  | 0 - 0   |
| Gimnástica Segoviana | 2 - 1  | Sestao River       | 0 - 1  | 2 - 0   |
| Real Oviedo          | 1 - 2  | Amurrio            | 0 - 0  | 1 - 2   |
| Burgos               | 3 - 1  | Ponferradina       | 1 - 1  | 2 - 0   |
| Utebo                | 1 - 5  | Badalona           | 1 - 0  | 0 - 5   |
| Girona               | 1 - 0  | Alicante           | 1 - 0  | 0 - 0   |
| Azkoyen              | 2 - 3  | Castellón          | 1 - 1  | 1 - 2   |
| Benidorm             | 2 - 4  | Gramenet           | 2 - 1  | 0 - 3   |
| Granada              | 1 - 3  | Ceuta              | 0 - 2  | 1 - 1   |
| Racing Cartagena MM  | 1 - 3  | Lorca Deportiva CF | 0 - 0  | 1 - 3   |
| Quintanar            | 1 - 4  | CD Alcalá          | 1 - 1  | 0 - 3   |
| Don Benito           | 2 - 1  | Melilla            | 1 - 0  | 1 - 1   |
| Badajoz              | 1 - 2  | Conquense          | 1 - 0  | 0 - 2   |

## Trentaduesimi di finale
Le partite furono giocate dal 26 ottobre al 4 novembre 2004.
| Squadra 1            | Risultato       | Squadra 2           |
| -------------------- | --------------- | ------------------- |
| Cerceda              | 0 - 2           | Deportivo La Coruña |
| Castellón            | 0 - 0 (2-4 dcr) | Osasuna             |
| Leganés              | 1 - 2           | Real Madrid         |
| Logroñés CF          | 0 - 3           | Numancia            |
| Amurrio              | 2 - 3           | Racing Santander    |
| Gimnástica Segoviana | 0 - 1           | Athletic Bilbao     |
| Eibar                | 0 - 0 (2-4 dcr) | Real Valladolid     |
| Terrassa             | 1 - 1 (4-2 dcr) | Espanyol            |
| UE Lleida            | 1 - 0           | Valencia            |
| Algeciras            | 0 - 1           | Siviglia            |
| Don Benito           | 0 - 2           | Malaga              |
| Xerez                | 0 - 1           | Ciudad de Murcia    |
| Badalona             | 0 - 0 (3-4 dcr) | Levante             |
| Las Palmas           | 0 - 1           | Getafe              |
| Rayo Vallecano       | 0 - 1           | Maiorca             |
| CD Alcalá            | 0 - 0 (2-4 dcr) | Real Betis          |
| Ceuta                | 0 - 1           | Albacete            |
| Leonesa              | 1 - 1 (3-2 dcr) | Alavés              |
| Gramenet             | 1 - 0           | Barcellona          |
| Ourense              | 0 - 3           | Atlético Madrid     |
| Lanzarote            | 3 - 2           | Racing Ferrol       |
| Sporting Gijón       | 1 - 2           | Elche               |
| Cadice               | 4 - 0           | Poli Ejido          |
| Gimnàstic            | 2 - 1           | Real Saragozza      |
| Tenerife             | 3 - 1           | Celta Vigo          |
| Burgos               | 1 - 3           | Real Sociedad       |
| Vecindario           | 2 - 3           | Pontevedra          |
| Mirandés             | 3 - 2           | Salamanca UDS       |
| Lorca Deportiva CF   | 4 - 1           | Real Murcia         |
| Girona               | 2 - 1           | Villarreal          |
| Córdoba              | 0 - 0 (4-3 dcr) | Almería             |
| Conquense            | 0 - 2           | Recreativo Huelva   |

## Sedicesimi di finale
I sedicesimi furono giocati dal 10 all'11 novembre 2004.
| Squadra 1          | Risultato       | Squadra 2           |
| ------------------ | --------------- | ------------------- |
| Lanzarote          | 2 - 1           | Maiorca             |
| Pontevedra         | 1 - 2           | Getafe              |
| Tenerife           | 1 - 2           | Real Madrid         |
| Mirandés           | 0 - 0 (4-3 dcr) | Real Sociedad       |
| Leonesa            | 1 - 2           | Athletic Bilbao     |
| Real Valladolid    | 2 - 1           | Racing Santander    |
| Gramenet           | 2 - 1           | Levante             |
| Girona             | 0 - 1           | Osasuna             |
| Lorca Deportiva CF | 5 - 2           | Malaga              |
| Ciudad de Murcia   | 1 - 2           | Siviglia            |
| Elche              | 1 - 0           | Deportivo La Coruña |
| Terrassa           | 2 - 2 (2-4 dcr) | UE Lleida           |
| Cadice             | 0 - 2           | Real Betis          |
| Córdoba            | 1 - 1 (3-4 dcr) | Numancia            |
| Recreativo Huelva  | 1 - 0           | Albacete            |
| Gimnàstic          | 0 - 1           | Atlético Madrid     |

## Ottavi di finale
Le partite furono giocate dall'11 al 20 gennaio 2005.
| Squadra 1          | Totale | Squadra 2       | Andata | Ritorno         |
| ------------------ | ------ | --------------- | ------ | --------------- |
| Lanzarote          | 2 - 7  | Athletic Bilbao | 2 - 1  | 0 - 6           |
| Recreativo Huelva  | 1 - 4  | Siviglia        | 0 - 2  | 1 - 2           |
| Real Valladolid    | 1 - 1  | Real Madrid     | 0 - 0  | 1 - 1           |
| Lorca Deportiva CF | 1 - 5  | Atlético Madrid | 1 - 3  | 0 - 2           |
| Gramenet           | 2 - 1  | UE Lleida       | 2 - 0  | 0 - 1           |
| Mirandés           | 1 - 3  | Real Betis      | 1 - 3  | 0 - 0           |
| Elche              | 1 - 1  | Numancia        | 1 - 0  | 0 - 1 (3-5 dcr) |
| Osasuna            | 4 - 3  | Getafe          | 2 - 0  | 2 - 3           |

## Quarti di finale
| Squadra 1       | Totale | Squadra 2       | Andata | Ritorno |
| --------------- | ------ | --------------- | ------ | ------- |
| Athletic Bilbao | 4 - 2  | Real Valladolid | 3 - 2  | 1 - 0   |
| Siviglia        | 3 - 4  | Osasuna         | 2 - 1  | 1 - 3   |
| Gramenet        | 5 - 6  | Real Betis      | 2 - 2  | 3 - 4   |
| Numancia        | 0 - 1  | Atlético Madrid | 0 - 0  | 0 - 1   |

### Andata
| Arbitro: | Mejuto González |

|                                              |           |                            |
| Del Horno 18’ Ezquerro 72’ Iraola 78’ (rig.) | Marcatori | 8’ Muñoz 86’ (rig.) Aduriz |

| Arbitro: | Muñiz Fernández |

|                              |           |                   |
| Antoñito 20’ Jesús Navas 78’ | Marcatori | 37’ (rig.) Aloisi |

| Arbitro: | González Vázquez |

|                             |           |                                     |
| Moreno 21’ (aut.) Ollés 51’ | Marcatori | 15’ Fernando Fernández 74’ Assunção |

| Soria 2 febbraio 2005, ore 21:00 CEST | Numancia      | 0 – 0 referto | Atlético Madrid | Nuevo Estadio Los Pajaritos\| Arbitro: \| Pérez Burrull \| |
| Arbitro:                              | Pérez Burrull |               |                 |                                                            |

### Ritorno
| Arbitro: | Ramírez Domínguez |

|  |           |                  |
|  | Marcatori | 73’ (rig.) Yeste |

| Arbitro: | Pérez Lasa |

|                                 |           |              |
| Valdo 25’ Cuéllar 70’ Muñoz 86’ | Marcatori | 88’ Makukula |

| Arbitro: | Undiano Mallenco |

|                                                               |           |                              |
| Fernando Fernández 22’ Rivas 25’ R. Oliveira 57’ Assunção 85’ | Marcatori | 52’ Miki 67’ Blaya 87’ Bueno |

| Arbitro: | Carmona Méndez |

|                      |           |  |
| F. Torres 66’ (rig.) | Marcatori |  |

## Semifinali
| Squadra 1  | Totale | Squadra 2       | Andata | Ritorno         |
| ---------- | ------ | --------------- | ------ | --------------- |
| Osasuna    | 1 - 0  | Atlético Madrid | 1 - 0  | 0 - 0           |
| Real Betis | 0 - 0  | Athletic Bilbao | 0 - 0  | 0 - 0 (5-4 dcr) |

### Andata
| Arbitro: | Rodríguez Santiago |

|           |           |  |
| Valdo 27’ | Marcatori |  |

| Siviglia 21 aprile 2005, ore 21:00 CEST | Real Betis    | 0 – 0 referto | Athletic Bilbao | Estadio Manuel Ruiz de Lopera\| Arbitro: \| Daudén Ibáñez \| |
| Arbitro:                                | Daudén Ibáñez |               |                 |                                                              |

### Ritorno
| Madrid 12 maggio 2005, ore 21:00 CEST | Atlético Madrid       | 0 – 0 referto | Osasuna | Estadio Vicente Calderón\| Arbitro: \| Luis Medina Cantalejo \| |
| Arbitro:                              | Luis Medina Cantalejo |               |         |                                                                 |

| Arbitro: | Megía Dávila |

|  |                      |  |
|  | Tiri di rigore 4 – 5 |  |

## Finale
| Squadra 1  | Risultato   | Squadra 2 |
| ---------- | ----------- | --------- |
| Real Betis | 2 - 1 (dts) | Osasuna   |

| Arbitro: | Pérez Burrull |

|                           |           |            |
| R. Oliveira 73’ Dani 114’ | Marcatori | 82’ Aloisi |